# Otto Steinert
Pour les articles homonymes, voir Steinert (homonymie).
Otto Steinert (Sarrebruck, 12 juillet 1915 – Essen, 3 mars 1978) est un photographe allemand.

## Biographie
Otto Steinert poursuit des études de médecine et obtient son doctorat à Berlin en 1939. Il est autodidacte en photographie.
Pendant la Seconde Guerre mondiale et jusqu'en 1948, il pratique la médecine. Il épouse la future historienne Marlis Steinert en 1943.
Il est reconnu comme chef de file d'un courant photographique intitulé "photographie subjective".
En 1948, il dirige la section photographique de l'École des arts et métiers de Sarrebruck, puis la section image de la Société allemande de photographie. 
En 1949, Steinert fonde le groupe fotoform avec Toni Schneiders, Peter Keetman et Ludwig Windstober. Ils créent des images abstraites, en prenant en gros plan des motifs de le nature.
En 1951, il organise à l'École des arts et métiers de Sarrebruck la première exposition "Subjektive Fotografie" avec la participation de  Monika von Boch,  William Klein et du suédois Christer Strömholm. Tout au long des années 1950, Otto Steinert va tenter de renouer avec les recherches stylistiques du Bauhaus en vue de donner une base conceptuelle à la photographie européenne alors dispersée. Il définira ainsi le style d'une photographie qui doit se faire le vecteur de "la personnalité créatrice du photographe" contre une photographie pratique ou documentaire. 
En 1958, il est chef du jury de la Gesellschaft Deutscher Lichtbildner, dont il deviendra président en 1963.
D'avril 1959 jusqu'à sa mort en 1978, il enseigne la photographie à la Folkwangschule für Gestaltung, à Essen. 
Parmi ses étudiants, on peut citer André Gelpke, Guido Mangold, Harry S. Morgan, Arno Jansen, Bernd Jansen, Heinrich Riebesehl, Dirk Reinartz, Detlef Orlopp, Erich vom Endt, Monika von Boch, Vicente del Amo, Kilian Breier, Harald Boockmann, Romain Urhausen.

## Prix et récompenses
- 1962 : Prix culturel de la Société allemande de photographie
- 1965 : 
  - Médaille David-Octavius-Hill
  - Médaille Davanne de la Société française de photographie.

## Collections
- Centre Pompidou - Beaubourg, Paris[5].
- Musée Folkwang, Essen
- Museum of Modern Art (MoMA), New York[6].

## Expositions
- 1950, Cologne, Darmstadt, Wuppertal, Milan
- 1951 et 1952, Photographie subjective à Sarrebruck, Cologne et Munich
- 1954 et 1955, Photographie subjective II à Sarrebruck puis à la George Eastman House
- 1959, L'autoportrait en photographie et divers expositions à Londres et au Musée Folkwang à Essen.
- janvier 1966 : exposition à la galerie de la Société française de photographie, Paris[7].
- 9 septembre - 22 octobre 1976 : Otto Steinert : der Initiator einer fotografischen Bewegung, Musée Folkwang, Essen.
- 1982, Galleria Cembalo Borghese, Rome
- juin 1984, Galerie municipale du Château d'eau, Toulouse.
- 1986, Fotografie Forum, Francfort-sur-le-Main
- 1995, Galerie Françoise Paviot, Paris
- 31 octobre 1999 - 2 janvier 2000 : Der Fotograf Otto Steinert, Musée Folkwang, Essen

puis 6 février - 16 avril 2000 Saarland Museum, Saarbrucken ; 17 septembre - 12 novembre 2000, Kunshalle, Kiel.
- 26 avril - 6 juillet 2008 : Otto Steinert, Pariser Formen, Musée Folkwang, Essen.